# Jenna Johnson
Jenna Johnson Chmerkovskiy, född 12 april 1994 i Provo, Utah, är en amerikansk professionell dansare och koreograf. Hon deltog 2013 i den tionde säsongen av So You Think You Can Dance där hon slutade på en tredjeplats. Hon blev sedan dansare i TV-programmet Dancing with the Stars där hon i sin andra säsong vann med konståkaren Adam Rippon. Hon är sedan 2019 gift med Valentin Chmerkovskiy, även han känd från Dancing with the Stars.